# 순천향림중학교
순천향림중학교(順天香林中學校)는 대한민국 전라남도 순천시 석현동에 있는 공립 중학교이다.

## 학교 연혁
- 2002년 6월 26일 : 순천향림중학교 설립인가(24학급)
- 2005년 3월 1일 : 초대 김은희 교장 부임
- 2005년 3월 1일 : 순천향림중학교 개교
- 2022년 3월 1일 : 제7대 이신기 교장 부임
- 2023년 1월 5일 : 제16회 244명 졸업 (총 3,793명 졸업)
- 2023년 3월 2일 : 제19회 입학식(210명 입학, 총 학생수 634명)

## 참고 자료
- 순천향림중학교 - 한국교육학술정보원 학교알리미